# Everson (Pensilvania)
Everson es un borough ubicado en el condado de Fayette en el estado estadounidense de Pensilvania. En el año 2000 tenía una población de 842 habitantes y una densidad poblacional de 1,494 personas por km².

## Geografía
Everson se encuentra ubicado en las coordenadas 40°5′26″N 79°35′13″O / 40.09056, -79.58694

## Demografía
Según la Oficina del Censo en 2000 los ingresos medios por hogar en la localidad eran de $25,500 y los ingresos medios por familia eran $30,769. Los hombres tenían unos ingresos medios de $25,972 frente a los $17,188 para las mujeres. La renta per cápita para la localidad era de $12,928. Alrededor del 15.9% de la población estaba por debajo del umbral de pobreza.